# Uroš Spajić
Uroš Spajić (serbisch-kyrillisch Урош Спајић; * 13. Februar 1993 in Belgrad) ist ein serbischer Fußballspieler.

## Karriere

### Verein
Spajić begann seine Karriere in der Jugend des FK Radnički Belgrad und ging später weiter zu Roter Stern Belgrad. Im Oktober 2010 debütierte er im nationalen Pokal gegen den FK Borac Čačak für die Profis von Roter Stern. Im Januar 2011 wurde er an den Drittligisten FK Sopot Belgrad verliehen. Nach eineinhalb Jahren Leihe kehrte er zur Saison 2012/13 zu Roter Stern zurück. Dort debütierte er schließlich im August 2012 gegen den FK Novi Pazar in der SuperLiga. In der Saison 2012/13 kam er insgesamt zu 16 Einsätzen in der höchsten serbischen Spielklasse.
Zur Saison 2013/14 wechselte der Innenverteidiger nach Frankreich zum FC Toulouse. In seiner ersten Spielzeit in Toulouse kam er zu 32 Einsätzen in der Ligue 1. In der Spielzeit 2014/15 absolvierte er 17 Partien in der ersten Liga Frankreichs, in der Saison 2015/16 14. Im August 2016 wechselte Spajić leihweise nach Belgien zum RSC Anderlecht. Bis zum Ende der Leihe kam er zu 28 Einsätzen in der Division 1A. Zur Saison 2017/18 wurde er von den Belgiern fest unter Vertrag genommen. In der Saison 2017/18 kam er 28 Mal zum Einsatz.
Zur Saison 2018/19 wechselte Spajić nach Russland zum FK Krasnodar. In seiner ersten Spielzeit in Krasnodar kam er zu 28 Einsätzen in der Premjer-Liga. In der Saison 2019/20 kam er zu 15 Einsätzen, die gesamte Rückrunde verpasste er allerdings verletzt. Im September 2020 wurde er in die Niederlande an Feyenoord Rotterdam verliehen. Während der Leihe absolvierte der Abwehrspieler 19 Partien in der Eredivisie. Zur Saison 2021/22 kehrte er wieder nach Krasnodar zurück. Nach seiner Rückkehr kam er bis zur Winterpause zu zehn Einsätzen in der Premjer-Liga für Krasnodar. Im Januar 2022 wurde sein Vertrag bei den Russen aufgelöst. Daraufhin wechselte er Ende des Monats in die Türkei zu Kasımpaşa Istanbul. Für Kasımpaşa spielte er bis Saisonende achtmal in der Süper Lig. Nach der Saison 2021/22 verließ er den Verein wieder.
Nach einem halben Jahr ohne Klub kehrte er im Januar 2023 wieder zu Roter Stern Belgrad zurück. Dort gewann er in den Spielzeiten 2022/23 und 2023/24 jeweils das Double aus Meisterschaft und Pokal.

### Nationalmannschaft
Spajić spielte im März 2010 für die serbische U-17-Auswahl mindestens eine Partie bei der EM-Qualifikationsrunde gegen Deutschland. Später nahm er dann mit der U-19-Mannschaft an der Europameisterschaft 2012 in Estland teil. Während des Turniers kam er in allen drei Partien seines Landes zum Einsatz, die Serben schieden allerdings punktelos in der Gruppenphase aus. Im Februar 2013 debütierte er im U-21-Team. Mit diesem nahm er 2015 an der Europameisterschaft in Tschechien teil. Wieder absolvierte Spajić alle drei Partien, allerdings schied er auch mit der U-21 in der Vorrunde aus.
Im September 2015 debütierte er in der A-Nationalmannschaft, als er in der EM-Qualifikation gegen Armenien in der Startelf stand. Mit den Serben qualifizierte er sich für die WM 2018, für die er auch nominiert wurde. Während des Turniers kam der Innenverteidiger allerdings nie zum Einsatz, Serbien schied in der Vorrunde aus. Bis zu seiner letzten Nominierung im November 2021 absolvierte Spajić insgesamt 20 Länderspiele, einen Treffer erzielte er jedoch nicht dabei.

## Erfolge
- Belgischer Meister: 2017
- Belgischer Superpokalsieger: 2017
- Serbischer Meister: 2023, 2024
- Serbischer Pokalsieger: 2023, 2024